# Trentse Bossen
De Trentse Bossen (ook: Trentsche Bosschen) is een langgerekt bosgebied in de gemeente Maashorst en eigendom van deze gemeente. Het bevindt zich aan de noordzijde van de Vliegbasis Volkel ten oosten van de kern Oventje, en beslaat ongeveer 150 ha.
Het is een droog zandgebied dat voornamelijk met grove den en Amerikaanse eik is beplant. Het wordt doorsneden door voor het merendeel kaarsrechte paden die op een enkele plaats stervormig bij elkaar komen. Vroeger lag in het bos een schietbaan. Deze is opgeheven, maar een opgeworpen aarden wal getuigt nog van de activiteiten die er hebben plaatsgevonden. De Trentse Bossen maken deel uit van de ecologische hoofdstructuur van Nederland, die in verbinding staat met natuurpark Maashorst in het westen en de loofbossen bij Mill in het oosten. Door gericht beheer zullen deze bossen een meer afwisselend en natuurlijker karakter krijgen.

## Atoomvrijstaat
In 1999 richtte de Vredesbeweging in dit bos een zogeheten Atoomvrijstaat in, van waaruit onder meer vredesdemonstraties tegen de kernwapens op de nabijgelegen luchtmachtbasis werden gehouden. De Vredesbeweging had een perceel in het bos gekocht. In 2008 werden daar kerstbomen geplant in de vorm van het vredesteken.